# Jorge Arturo Abascal Andrade
Jorge Arturo Abascal Andrade (Orizaba, 10 de enero de 1964) es un narrador y autor mexicano.

## Biografía
Nació en Orizaba, Veracruz, en 1964.
Es maestro en Letras Iberoamericanas por la Universidad Iberoamericana Puebla, donde también se desempeña como jefe de publicaciones de dicha institución. Obtuvo el cargo de director de Literatura en el Consejo Estatal para la Cultura y las Artes de Puebla de 2011 a 2013.
Ha colaborado para Magistralis, Letras de Obsidiana y Revista Comunidad, entre otras publicaciones. Parte de su trabajo ha sido incluido en diversas antologías, entre las que se encuentran: Minificción mexicana (2003), De párvulas bocas: cuentos de Lolitas (2005) y Ráfaga imaginaria (2014).
Su libro Cuentos mágicos (2008) fue seleccionado por la Secretaría de Educación Pública (SEP) para incluirlo entre los "Libros del Rincón" para los preescolares de todo el país.

## Publicaciones seleccionadas

### Antologías
- Abascal Andrade, Jorge Arturo; Arreola, Juan José; Avilés Fabila, René; Campobello, Nellie; Colina, José de la; Díaz Dufoo Junior, Carlos; Garrido, Felipe; Lavín, Mónica; López Moreno, Roberto; Monterroso, Augusto; Moussong, Lazlo; Renán, Raúl; Reyes, Alfonso; Samperio, Guillermo; Torri, Julio (2003). Minificción mexicana. Ciudad de México: Universidad Nacional Autónoma de México (Antologías Literarias del Siglo XX) / Programa Editorial de la Coordinación de Humanidades [UNAM]. ISBN 9703206727.
- Abascal Andrade, Jorge Arturo; Arellano, Víctor; Badillo, Alejandro; Cartas, Ricardo; Hernández Luna, Juan; Meneses, Alejandro; Morales, Mariano; Petrak, Günter; Porcayo Villalobos, Gerardo Horacio; Reyes, Octavio; Samperio, Guillermo; Sánchez Carbó, José; Wolfson Reyes, Gabriel; Zárate, José Luis (2005). De párvulas bocas: cuentos de Lolitas. Puebla, Puebla: Benemérita Universidad Autónoma de Puebla / Dirección General de Fomento Editorial [BUAP] (Asteriscos) / Siena Editores. ISBN 968-86-3832-3.
- Abascal Andrade, Jorge Arturo; Morales, Mariano (2006). Insólitos y ufanos : antología del cuento en Puebla 1990-2001. Puebla: Benemérita Universidad Autónoma de Puebla [BUAP] / Secretaría de Cultura de Puebla / Dirección General de Fomento Editorial [BUAP] (Colección Asteriscos). ISBN 9688636363.
- Abascal Andrade, Jorge Arturo (2009). Volver a los 17. Cuentos de lolitos. Puebla, Puebla: Ediciones de Educación y Cultura / Ayuntamiento de Puebla / Profética. Casa de la Lectura / Universidad del Arte [UNARTE] / Duermevela. Casa de alteración de los hábitos.
- Abascal Andrade, Jorge Arturo; Badillo, Alejandro; Baizabal, David; Castañeda Suarí, Judith; Oviedo, Gerardo; Sabugal Torres, Eduardo; Zárate, José Luis; Zchymczyk, Alexandr et al. (2014). Ráfaga imaginaria. Puebla: Benemérita Universidad Autónoma de Puebla [BUAP] / Dirección General de Fomento Editorial [BUAP] (Colección Asteriscos). ISBN 9786074877533.

### Cuentos
- Abascal Andrade, Jorge Arturo (2001). De Fátima y otros cuentos. Puebla, Puebla: Benemérita Universidad Autónoma de Puebla / LunArena / Dirección General de Fomento Editorial [BUAP] (Asteriscos). ISBN 968-86-3443-3.
- Abascal Andrade, Jorge Arturo (2006). Cuentos de conjuros, de amanuenses y demonios. México, D. F.: Ediciones de Educación y Cultura. ISBN 9789709756104.
- Abascal Andrade, Jorge Arturo (2015). Una mujer se ha perdido. México, D. F.: Universidad Autónoma Metropolitana-X.
- Abascal Andrade, Jorge Arturo (2015). Migrar al mar. Puebla, Puebla: Universidad Veracruzana / Benemérita Universidad Autónoma de Puebla / Dirección General de Fomento Editorial [BUAP].